# Ле Тхань-тонг
Ле Тхань-тонг (вьет. Lê Thánh Tông, тьы-ном 黎聖宗, 25 августа 1442 — 3 марта 1497); личное имя Ле Ты Тхань (вьет. Lê Tư Thành, тьы-ном 黎思誠) — император Дайвьета с 1460 до 1497. Считается одним из величайших правителей страны.

## Детство
Ле Тхань Тонг — сын императора Ле Тхай Тонга, внук Ле Лоя. Его матерью была Нго Тхи Нгок Зао (Ngô Thị Ngọc Dao). Единокровный брат Ле Нян Тонга. Вероятно, их матери были двоюродными или родными сёстрами. Тхань Тонга обучали точно так же, как императора, во дворце в Тханглонге. Когда его старший брат, Нги Дан, устроил заговор и убил императора в 1459 году, Тхань Тонга пощадили, а когда дворцовая стража казнила Нги Дана, Тхань Тонгу предложили императорский трон.
Заговор против Нги Дана устроили последние живые соратники Ле Лоя, Нгуен Си (Nguyễn Xí) и Динь Льет (Đinh Liệt). Уже пожилые, они не обладали властью с 1440-х годов, но их всё так же уважали в связи с их дружбой с героем-императором Ле Лоем. Ле Тхань Тонг назначил Нгуен Си своим советником, а Динь Льета — генералом дайвьетской армии.

## Подъём конфуцианства
Молодой император находился под влиянием конфуцианских учителей, он хотел превратить Дайвьет в подобие неоконфуцианской империи Сун, где управляют мужи благородного нрава, а не из благородных семей. Таким образом, он хотел ослабить семьи провинции Тханьхоа и передать власть хорошо зарекомендовавшим себя на государственных экзаменах. Они были восстановлены, и по результатам проведённых в 1463 соревнований победителями оказались уроженцы дельты Красной реки, а не жители Тханьхоа.
Тхань Тонг поощрял распространение конфуцианства, основывая во всех провинциях храмы литературы, где прославляли Конфуция и изучали классические конфуцианские труды. Император отменил строительство новых буддийских и даосских храмов, запретив монахам покупать земли.
Подражая китайцам, Ле Тхань Тонг создал шесть министерств: финансов, церемоний, общественных работ, правосудия, армии и кадровое. Система рангов изменилась, отныне как военные, так и гражданские чиновники стали использовать систему из девяти рангов. Цензурное бюро контролировало дела чиновников и передавало сведения непосредственно императору. В то же время были законодательно закреплены права и обязанности общин, к примеру, в кодексе «Хонгдык» было узаконено право женщин на развод. Деревенские жители имели самоуправление «деревенских советов».
Когда в 1465 году скончался Нгуен Си, семьи Тханьхоа потеряли своего представителя в правительстве, они отошли на вторые роли в новом конфуцианском государстве. Тем не менее, благодаря тому, что Динь Льет всё ещё оставался генералом армии, их влияние распространялось на военных.
В 1469 были созданы карты Дайвьета, параллельно проведена перепись. К тому времени Дайвьет делился на 13 провинций, управляемых администратором, генералом и судьёй. Император постановил, что переписи должны проводиться каждые шесть лет. Военных после наводнений отправляли чинить и перестраивать ирригационные сооружения. В места эпидемий государство отряжало врачей. В 1469 году был выбран девиз правления Ле Тхань Тонга, Хонгдык (вьет. Hồng Đức, великая добродетель). Императору в тот момент было всего 25 лет, но страна уже вошла в стадию расцвета.

## Завоевание Тямпы

Карта Вьетнама, где завоёванные Ле Тхань Тонгом земли обозначены светло-зелёным цветом.

Через 4 года после удачного вьетского нападения на Тямпу в 1466 году Тямпа послала 100-тысячную армию во главе с правителем Бан-Ла Ча-Тоаном на провинцию Хоатяу. Тямы предварительно заручились поддержкой Китая, поэтому и Ле Тхань Тонг вместе с мобилизацией огромного войска выслал делегацию к минскому двору с объяснениями. В ноябре генералы Динь Льет и Ле Ньем с передовым отрядом в 100 000 человек отправились на юг. Неделю спустя император лично повёл ещё один отряд в 150 000 человек.
В феврале следующего года правитель Тямпы Бан-Ла Ча-Тоан приказал своему брату тайно послать шесть генералов и пять тысяч человек с боевыми слонами для разведки. Вьеты узнали об этом, зашли в тыл и атаковали тямские силы с моря. В то же время армия Нгуен Дык Чунга (Nguyễn Đức Trung) напали на тямское войско из засады, вынудив их отступить, после чего силы тямов были разбиты армией Ле Хи Ката. Тямский монарх был напуган и попытался сдаться, однако вьеты ему в этом отказали.
В конце февраля Ле Тхань Тонг лично командовал войском, напавшим на Тхинай, важнейший тямский порт.
29 февраля вьетская армия осадила тямскую столицу, Виджайю, расположенную рядом с современным Куинёном. Спустя четыре дня город был взят, тямский монарх попал в плен (он умер по дороге в столицу). Тямские потери были невосполнимы, около 60 000 солдат погибло и 30 000 взяты в рабство. Завоёванные тямские земли были включены в состав страны под названием провинция Куангнам.
Армия Ле Тхань Тонга продолжила путь на юг, остановившись у ущелья Ка (Cả), расположенного в 50 километрах от Каутхары. На этом месте император приказал основать поселение, которое бы отмечало границу между Дайвьетом и Тямпой.
Завоевание Тямпы начало экспансию на юг. Правительство создало систему распределения земель дондьен (вьет. đồn điền, тьы-ном 屯田) — вьеты основывали военизированные колонии, в которых солдаты и безземельные крестьяне расчищали место для рисоводства, строили деревню и работали местной милицией. Через три года деревня включалась во вьетнамскую административную систему, строился общественный дом, а работники получали возможность получить долю общественной земли, оставшиеся наделы оставались государственными. После расчистки земли солдаты перемещались на другой участок.

## Лансангские кампании
В 1479 году, в ответ на восстание подконтрольного княжества Бон Ман, захотевшего войти в состав Лансанга, Ле Тхань Тонг повёл войска на войну против лаосского государства. Вьеты заняли бо́льшую часть Лансанга, в том числе столицу Луангпхабанг. С этих пор Лансанг платил Дайвьету дань.

## Культура и искусство
Ле Тхань Тонг создал и распространил по стране Кодекс «Хонгдык» (Luật Hồng Đức) — новое законодательство. Новые законы были основаны на китайских, но включали чисто вьетнамские черты, в частности, более высокое положение женщин. Согласно новому законодательству согласие родителей на брак не требовалось, женщинам было дано право участвовать в наследовании.
При Ле Тхань Тонге была создана самая полная историография Вьетнама, Полное собрание исторических записок Дайвьета. Двадцать восемь поэтов организовали общество «Мир поэтов» (Tao đàn), также называвшееся «Собрание двадцати восьми звёзд», в которое входили такие поэты как Дам Тхан Хюи (Đàm Thận Huy), Зыонг Чык Нгуен (Dương Trực Nguyên) и Нго Хоан (Ngô Hoán). Стихи «Двадцати восьми звёзд» описывали природу и родную страну, а также воспевали великих людей.

## Личность Ле Тхань Тонга
Получив лучшее конфуцианское образование, Ле Тхань Тонг стремился к воплощению конфуцианских принципов в управлении. В 1467 году он совершил поездку по стране с целью выявления внутренних проблем, увольняя нерадивых чиновников и перераспределяя незаконно захваченные земли, благодаря чему завоевал любовь народа.
Ле Тхань Тонг сам входил в основанное им же поэтическое общество и сочинял стихи, в том числе нравоучительные:

 Чашку и чайник брал каждый из них

 и, облачась, как монах,

 Прятался в пагоде, чётки свои

 перетирая во прах.

 Целыми днями, бывало, сидят,

 тайную суть постигая,

 В кельи бредут, когда длинная тень

 в травах скользит и цветах.

 Вечно они проявленье добра

 судят согласно ученью,

 Царство подземное и небеса

 часто у них на устах.

 Тело и дух очищают они

 в Селах начал бестелесных,

 Но не постигнут вовек свою суть,

 тщетно блуждают впотьмах.— Десять заповедей о неприкаянных душах. Глава 4: Конфуцианцы

## Наследие
В большинстве городов Вьетнама есть крупная улица, названная в честь Ле Тхань Тонга.

## Девизы правления
Ле Тхай-тонг правил под следующими девизами:
- Куанг-тхуан (1460—1470);
- Хонг-дык (1470—1498).